# Miss Universum
För andra betydelser, se Miss Universum (olika betydelser).
Miss Universum (engelska: Miss Universe) är en skönhetstävling, grundad av amerikanska baddräktsbolaget Catalina Swimwear 1952.
Nuvarande ägare är sedan årsskiftet 2016 amerikanska TV-stationen Fox då TV-bolaget NBC Universal sålde rättigheterna till Fox och Miss Universum fick för första gången nya ägare sedan 1996.

## Format
Kandidaterna i Miss Universum deltar under tre veckors tid i olika moment som kallas The Preliminaries eller Presentation Show, där semifinalister väljs ut till finalkvällen. De deltar i tre ronder, bikini, valfri medhavd aftonklänning och intervju. De som får allra mest poäng kvalificeras till finalen, där samma ronder sker. 
I tävlingen ingår också ett antal moment vid sidan av ovan nämnda moment, där bland annat internetbesökare röstar fram vinnare i Best National Costume Award (bästa nationaldräkt), Talent Competition (kandidaterna framträder med ett fritt nummer och juryn utser bästa talang), Miss Congeniality (kandidaterna röstar fram mest sympatiska medtävlande), Webmaster's Choice of Miss Cyber Press (webbdirektörer röstar fram sina favoriter) och Miss Photogenic (internationella fotografer från världspress och TV-bolag röstar fram de deltagare som de finner varit bäst på foton). Vinnarna får $1.000 vardera. Sveriges enda titlar i dessa sammanhang innehas av Miss Photogenic, år 1966 av Margareta Arvidsson, år 1995 av Petra Hultgren samt 2011 av Ronnia Fornstedt.
Vinnaren i Miss Universum skriver kontrakt och anställs hos "Miss Universe Organization" och får en prischeck som är en årslön motsvarande $175 000 och en krona som värderas till $250 000, som innehåller 800 diamanter, 120 havspärlor, motsvarande 18 carat. Tiaran är tillverkad specifikt för tävlingen i Japan. Alla priser totalt, värderas upp till en kvarts miljon dollar. 
Juryn varierar år för år och består mestadels av internationella kändisar. Man gör dock skillnad på två jurygrupper, första juryn kallas Preliminary Judges och väljer ut semifinalister till finalkvällen. Andra juryn kallas Telecast Jury och utser vinnaren. Svenska jurymedlemmar genom åren har bland annat varit Ingemar Johansson (1964), Margareta Arvidsson (1971), Britt Ekland (1976), Maud Adams (1996) och Marcus Schenkenberg (1999).

## TV-sändningar och licenser
Miss Universum är världens största skönhetstävling till antalet TV tittare och den mest prestigefyllda titeln då vinnaren av Miss Universum är den som får mest priser, pengar och uppmärksamhet i världen av alla skönhetstävlingar. Men tävlingen är endast näst störst till antalet deltagande nationer. Miss Universum har runt 90 deltagande nationer.
De nationella delegationerna som gör anspråk på licenserna till Miss Universum  måste godkännas av Miss Universumdelegationen och därefter skriva kontrakt innan de kan arrangera de nationella uttagningarna.
År 2016 var dock första gången, sedan Norges vinst 1990, förutom Ryssland 2002, som ett europeiskt land vann då Iris Mittenaere tog hem vinsten åt Frankrike.

## Vinnarna
| År   | Miss Universum            | Från                    | Plats                                  |
| ---- | ------------------------- | ----------------------- | -------------------------------------- |
| 1952 | Armi Kuusela              | Finland                 | Long Beach, Kalifornien, USA           |
| 1953 | Christiane Martel         | Frankrike               | Long Beach, Kalifornien, USA           |
| 1954 | Miriam Stevenson          | USA                     | Long Beach, Kalifornien, USA           |
| 1955 | Hillevi Rombin            | Sverige                 | Long Beach, Kalifornien, USA           |
| 1956 | Carol Morris              | USA                     | Long Beach, Kalifornien, USA           |
| 1957 | Gladys Zender             | Peru                    | Long Beach, Kalifornien, USA           |
| 1958 | Luz Marina Zuluaga        | Colombia                | Long Beach, Kalifornien, USA           |
| 1959 | Akiko Kojima              | Japan                   | Long Beach, Kalifornien, USA           |
| 1960 | Linda Bement              | USA                     | Miami Beach, Florida, USA              |
| 1961 | Marlene Schmidt           | Västtyskland            | Miami Beach, Florida, USA              |
| 1962 | Norma Nolan               | Argentina               | Miami Beach, Florida, USA              |
| 1963 | Ieda Maria Vargas         | Brasilien               | Miami Beach, Florida, USA              |
| 1964 | Corinna Tsopei            | Grekland                | Miami Beach, Florida, USA              |
| 1965 | Apasra Hongsakula         | Thailand                | Miami Beach, Florida, USA              |
| 1966 | Margareta Arvidsson       | Sverige                 | Miami Beach, Florida, USA              |
| 1967 | Sylvia Hitchcock          | USA                     | Miami Beach, Florida, USA              |
| 1968 | Martha Vasconcellos       | Brasilien               | Miami Beach, Florida, USA              |
| 1969 | Gloria Maria Diaz         | Filippinerna            | Miami Beach, Florida, USA              |
| 1970 | Marisol Malaret           | Puerto Rico             | Miami Beach, Florida, USA              |
| 1971 | Georgina Rizk             | Libanon                 | Miami Beach, Florida, USA              |
| 1972 | Kerry Anne Wells          | Australien              | Dorado, Puerto Rico                    |
| 1973 | Maria Margarita Moran     | Filippinerna            | Aten, Grekland                         |
| 1974 | Amparo Muñoz              | Spanien                 | Manila, Filippinerna                   |
| 1975 | Anne Marie Pohtamo        | Finland                 | San Salvador, El Salvador              |
| 1976 | Rina Messinger            | Israel                  | Hongkong                               |
| 1977 | Janelle Commisiong        | Trinidad och Tobago     | Santo Domingo, Dominikanska republiken |
| 1978 | Margaret Gardiner         | Sydafrika               | Acapulco, Mexiko                       |
| 1979 | Maritza Sayalero          | Venezuela               | Perth, Australien                      |
| 1980 | Shawn Weatherly           | USA                     | Seoul, Sydkorea                        |
| 1981 | Irene Sáez                | Venezuela               | New York, New York, USA                |
| 1982 | Karen Dianne Baldwin      | Kanada                  | Lima, Peru                             |
| 1983 | Lorraine Downes           | Nya Zeeland             | Saint Louis, Missouri, USA             |
| 1984 | Yvonne Ryding             | Sverige                 | Miami, Florida, USA                    |
| 1985 | Deborah Carthy-Deu        | Puerto Rico             | Miami, Florida, USA                    |
| 1986 | Bárbara Palacios Teyde    | Venezuela               | Panama City, Panama                    |
| 1987 | Cecilia Bolocco           | Chile                   | Singapore                              |
| 1988 | Porntip Nakhirunkanok     | Thailand                | Taipei, Taiwan                         |
| 1989 | Angela Visser             | Nederländerna           | Cancun, Mexiko                         |
| 1990 | Mona Grudt                | Norge                   | Los Angeles, Kalifornien, USA          |
| 1991 | Lupita Jones              | Mexiko                  | Las Vegas, Nevada, USA                 |
| 1992 | Michelle McLean           | Namibia                 | Bangkok, Thailand                      |
| 1993 | Dayanara Torres           | Puerto Rico             | Mexico City, Mexiko                    |
| 1994 | Sushmita Sen              | Indien                  | Manila, Filippinerna                   |
| 1995 | Chelsi Smith              | USA                     | Windhoek, Namibia                      |
| 1996 | Alicia Machado            | Venezuela               | Las Vegas, Nevada, USA                 |
| 1997 | Brook Lee                 | USA                     | Miami Beach, Florida, USA              |
| 1998 | Wendy Fitzwilliam         | Trinidad och Tobago     | Honolulu, Hawaii, USA                  |
| 1999 | Mpule Kwelagobe           | Botswana                | Chaguaramas, Trinidad och Tobago       |
| 2000 | Lara Dutta                | Indien                  | Nicosia, Cypern                        |
| 2001 | Denise Quiñones           | Puerto Rico             | Bayamon, Puerto Rico                   |
| 2002 | Oksana Fjodorova          | Ryssland                | San Juan, Puerto Rico                  |
| 2002 | Justine Pasek (ersättare) | Panama                  | San Juan, Puerto Rico                  |
| 2003 | Amelia Vega               | Dominikanska republiken | Panama City, Panama                    |
| 2004 | Jennifer Hawkins          | Australien              | Quito, Ecuador                         |
| 2005 | Natalie Glebova           | Kanada                  | Bangkok, Thailand                      |
| 2006 | Zuleyka Rivera            | Puerto Rico             | Los Angeles, Kalifornien, USA          |
| 2007 | Riyo Mori                 | Japan                   | Mexico City, Mexiko                    |
| 2008 | Dayana Mendoza            | Venezuela               | Nha Trang, Vietnam                     |
| 2009 | Stefanía Fernández        | Venezuela               | Nassau, Bahamas                        |
| 2010 | Ximena Navarrete          | Mexiko                  | Las Vegas, Nevada, USA                 |
| 2011 | Leila Lopes               | Angola                  | São Paulo, Brasilien                   |
| 2012 | Olivia Culpo              | USA                     | Las Vegas, Nevada, USA                 |
| 2013 | Gabriela Isler            | Venezuela               | Moskva, Ryssland                       |
| 2014 | Paulina Vega              | Colombia                | Miami, Florida, USA                    |
| 2015 | Pia Wurtzbach             | Filippinerna            | Las Vegas, Nevada, USA                 |
| 2016 | Iris Mittenaere           | Frankrike               | Manila, Filippinerna                   |
| 2017 | Demi-Leigh Nel-Peters     | Sydafrika               | Las Vegas, Nevada, USA                 |
| 2018 | Catriona Gray             | Filippinerna            | Bangkok, Thailand                      |
| 2019 | Zozibini Tunzi            | Sydafrika               | Atlanta, USA                           |
| 2020 | Andrea Meza               | Mexiko                  | Hollywood, Florida, USA                |
| 2021 | Harnaaz Sandhu            | Indien                  | Eilat, Israel                          |
| 2022 | R'Bonney Gabriel          | USA                     | New Orleans, USA                       |
| 2023 | Sheynnis Palacios         | Nicaragua               | San Salvador, El Salvador              |
| 2024 | Victoria Kjær Theilvig    | Danmark                 | Mexico City, Mexico                    |